# Florian Notz
Florian Notz est un fondeur allemand, né le 24 avril 1992 à Dettingen an der Erms. 

## Biographie
Membre du club SZ Römerstein, il court les compétitions officielles de la FIS à partir de 2008. Il reçoit sa première sélection avec l'équipe nationale en 2011 à l'occasion des Championnats du monde junior à Otepää, y figurant au quatrième rang au relais et au dixième rang sur la poursuite. Un an plus tard, lors des mondiaux junior à Erzurum, il se retrouve huitième sur le skiathlon.
À la suite de deux victoires dans la Coupe OPA à Sankt Ulrich et Oberwiesenthal, il fait ses débuts en Coupe du monde en mars 2014 au quinze kilomètres libre de Lahti, qu'il conclut au septième rang.
En 2015 à Almaty, il remporte le titre de champion du monde des moins de 23 ans du quinze kilomètres libre. Il prend part ensuite à ses premiers Championnats du monde senior à Falun. 
En décembre 2016, Notz retrouve le top dix en individuel dans la Coupe du monde avec une neuvième place au quinze kilomètres de La Clusaz.
Aux Championnats du monde 2017, Notz enregistre ses meilleurs résultats en mondial avec une sixième place en relais et une 16e place sur le skiathlon. Deux ans plus tard, aux Mondiaux de Seefeld, il se classe sixième en relais aussi et 17e au skiathlon. Entre-temps, alors qu'il a manqué la sélection pour les Jeux olympiques 2018, il obtient une troisième top dix dans la Coupe du monde avec une huitième place sur le cinquante kilomètres libre à Holmenkollen. 
Lors de la saison 2018-2019, il réalise sa meilleure performance sur le Tour de ski, prenant le treizième rang, notamment effectuant le cinquième meilleur temps sur la montée finale.

## Palmarès

### Championnats du monde
| Épreuve / Édition        | Sprint                           | Sprint                           | 15 km                            | 15 km                            | Skiathlon 2 × 15 km | 50 km | Relais | Relais    |
| Épreuve / Édition        | libre                            | classique                        | libre                            | classique                        | Skiathlon 2 × 15 km | 50 km | Sprint | 4 × 10 km |
| Mondiaux 2015 Falun      | Épreuve inexistante à cette date | —                                | 35e                              | Épreuve inexistante à cette date | 47e                 | DNF   | —      | 7e        |
| Mondiaux 2017 Lahti      | —                                | Épreuve inexistante à cette date | Épreuve inexistante à cette date | —                                | 16e                 | 47e   | —      | 6e        |
| Mondiaux 2019 Seefeld    | —                                | Épreuve inexistante à cette date | Épreuve inexistante à cette date | —                                | 17e                 | 22e   | —      | 6e        |
| Mondiaux 2021 Oberstdorf | Épreuve inexistante à cette date | —                                | 26e                              | Épreuve inexistante à cette date | 48e                 | -     | —      | -         |

Légende :
- : pas d'épreuve
- — : Non disputée par Notz

### Coupe du monde
- Meilleur classement général : 29e en 2021.
- Meilleur résultat individuel : 5e.

#### Classements en Coupe du monde
| Année     | Classement général final | Classement distance | Tour de ski |
| 2013-2014 | 103e                     | 62e                 | -           |
| 2014-2015 | 136e                     | 82e                 | -           |
| 2015-2016 | 105e                     | 63e                 | -           |
| 2016-2017 | 35e                      | 31e                 | -           |
| 2017-2018 | 69e                      | 43e                 | -           |
| 2018-2019 | 33e                      | 28e                 | -           |
| 2019-2020 | 65e                      | 43e                 | -           |
| 2020-2021 | 29e                      | 23e                 | -           |

### Championnats du monde des moins de 23 ans
- Médaille d'or du quinze kilomètres libre en 2015.

### Coupe OPA
- 5e du classement général en 2014.
- 8 podiums individuels, dont 4 victoires.